# Georg Huber (Politiker, 1557)
Georg Huber (* 17. Juli 1557 in St. Gallen; † 29. August 1642 ebenda) war ein Schweizer Politiker und Bürgermeister von St. Gallen.

## Leben
Georg Huber war der Sohn seines gleichnamigen Vaters Georg Huber (1535–1605) und dessen Ehefrau Elisabeth (1536–1599), Tochter des Leonhard Keller (1511–1577).
Er war ein Mitglied der Weberzunft, bekleidete ab 1594 in St. Gallen verschiedene öffentliche Funktionen und hatte von 1613 bis 1639 im Wechsel mit Joachim Reutlinger (bis 1620), Joachim Zollikofer (gewählt 1613),  Ambrosius Schlumpf (gewählt 1620), Lorenz Steiger (gewählt 1625), Sebastian Schobinger (gewählt 1632), Kaspar Friedrich (gewählt 1636) und Hans Hildbrand (gewählt 1638) im Dreijahresturnus die drei höchsten Stadtämter Altbürgermeister, Reichsvogt und Amtsbürgermeister inne.
Georg Huber war seit 1579 in erster Ehe mit Barbara Göz, seit 1595 in zweiter Ehe mit Marie, Tochter des Zunftmeisters Hans Locher, verheiratet; von ihren Kindern ist namentlich bekannt:
- Johannes Huber (* 4. April 1596 in St. Gallen; † 25. August 1635 ebenda), verheiratet mit Maria (1599–1635), Tochter des Felix Züblin (1573–1631)

Seit 1636 war er in dritter Ehe mit Ursula Engelhardt verheiratet.